# Tirà diademat de Tumbes
El tirà diademat de Tumbes (Tumbezia salvini) és un ocell de la família dels tirànids (Tyrannidae) i única espècie del gènere Tumbezia.

## Hàbitat i distribució
Viu al sotabosc de la selva humida a les terres baixes de l'est del Perú, nord de Bolívia i oest amazònic del Brasil.